# Genesis of the Daleks
Genesis of the Daleks (El Génesis de los Daleks) es el cuarto serial de la 12.ª temporada de la serie británica de ciencia ficción Doctor Who, emitido originalmente en seis episodios semanales del 8 de marzo al 12 de abril de 1976. Marca la primera aparición en la serie de Davros, el creador de los Daleks.

## Argumento
El Doctor y sus compañeros Sarah Jane Smith y Harry Sullivan están regresando de la Tierra al Arca a través de Transmat, cuando son interceptados por los Señores del Tiempo. El Doctor tiene instrucciones de interferir con la creación de los Daleks para evitar un futuro donde los Daleks gobiernan el universo; se le da un anillo de tiempo para devolverlos a su TARDIS cuando se completa la misión. Los tres se encuentran en el planeta Dalek de Skaro. Una guerra de varias generaciones entre los Thals y los Kaleds ha dejado al planeta inhóspito, y las dos partes se han congregado en sus propias cúpulas para protegerse y continuar la guerra.
Un ataque de arma química los obliga a refugiarse. Sarah está separada pero se encuentra con los Mutos, exiliados mutados de ambos lados, que intentan ayudar a protegerla antes de que todos sean capturados por los Thals y obligados a cargar material radiactivo en un misil. El Doctor y Harry son capturados por los Kaleds, sus posesiones, incluido el Anillo del Tiempo confiscado, y son llevados a un búnker de Kaled para reunirse con sus líderes, que incluye al científico principal, Davros. Han llegado a tiempo para que Davros muestre su última creación, la "máquina de viaje Mark III" o "Dalek", que el Doctor reconoce como su némesis. Ronson, uno de los científicos de Davros, secretamente le dice al Doctor que sabe que los experimentos de Davros no son éticos, y el Doctor es capaz de convencer a los líderes de Kaled para que detengan los experimentos de Davros. Davros se entera de las acciones de Ronson, y encubiertamente proporciona a los líderes de Thal una fórmula química que puede debilitar el domo de Kaled y hacerlo vulnerable a su ataque con misiles, mientras prepara otros veinte Daleks.
El Doctor y Harry se dirigen a la cúpula Thal y rescatan a Sarah y los Mutos, pero son capturados por los Thals, y solo pueden mirar impotentes mientras lanzan el misil. Debido al mensaje de Davros, el misil destruye la cúpula Kaled, acabando con todos los que están en el búnker. En el búnker Kaled, Davros acusa a Ronson de darle a los Thals la fórmula química y luego lo mata, y convence a los líderes restantes para que le permitan a sus Daleks atacar el domo Thal. El ataque Dalek mata a muchos de los Thals, y el Doctor, sus compañeros y los Thals y Mutos supervivientes se dirigen al búnker Kaled. El Doctor instruye a los Thals y Mutos para encontrar una manera de destruir el búnker mientras él y sus compañeros entran para recuperar el Anillo del Tiempo. Mientras está allí, el Doctor es capturado por Davros, quien reconoce que el Doctor conoce el futuro de los Daleks, y obliga al Doctor a grabar todo lo que sabe, para que Davros pueda programar a los Daleks para evitar fallas en el futuro.
Otros científicos que trabajan para Davros, ahora conscientes de sus planes, liberan al Doctor y le dan tiempo suficiente para manipular la sala de incubación Dalek con explosivos que terminarían con la amenaza de los Daleks. Cuando está a punto de tocar los dos extremos de cables expuestos para que se apaguen, el médico le pregunta si tiene derecho a tomar esa decisión y olvida apagar las explosiones. Justo en ese momento, se entera de que Davros ha aceptado detenerse y permitir que los líderes de Kaled voten sobre la continuación del proyecto. Cuando los líderes se reúnen para esta votación, el Doctor puede recuperar el Anillo del Tiempo y destruir las grabaciones que hizo, mientras se entera de que los Thals y Mutos han preparado los medios para destruir el búnker. Cuando se convoca la votación, Davros revela que todo esto fue un señuelo, dando a los Daleks que envió para destruir el tiempo de los Thals para que regresen al búnker y exterminen a los Kaled restantes. Harry y Sarah escapan del caos, mientras el Doctor regresa para hacer explotar los explosivos de la habitación de la incubadora, pero un Dalek sin darse cuenta completa el circuito y lo desactiva. El Doctor escapa a tiempo antes de las cuevas de bomba de Thal y Mutos en el búnker, atrapando a Davros y Daleks. En el interior, Davros se da cuenta de que los Daleks se han ganado su voluntad, e intenta detener la línea de producción, pero un Dalek lo incapacita.
El Doctor sospecha que ha logrado retrasar la evolución de Dalek por varios siglos, y considera completa su misión. Él y sus compañeros se despiden de los Thals y Mutos supervivientes antes de usar el Anillo del Tiempo para regresar a la Tierra y a su propio tiempo.

### Continuidad
Este serial forma parte de una serie de aventuras consecutivas de la tripulación de la TARDIS que comenzó al final de Robot y que se extendió hasta Terror of the Zygons.
Genesis of the Daleks es el primer ejemplo en la historia de Doctor Who de "continuidad retroactiva". La historia de la creación de los Daleks es muy diferente a lo que se estableció en The Daleks (1963), donde se dijo que evolucionaron a partir de unas criaturas llamadas Dals, que en una época fueron similares a los Thals. Aquí, los Dals de la historia original se sustituyeron por los Kaleds.
Los Daleks y los Señores del Tiempo después se envolvieron en una destructiva Guerra del Tiempo, mencionada a partir de la temporada de 2005 de la serie. El productor ejecutivo entonces, Russell T Davies, especificó en un episodio de Doctor Who Confidential que los orígenes de la Guerra del Tiempo se remontan hasta esta historia, donde los Señores del Tiempo golpearon primero. Davies también hace referencia a este intento de genocidio como raíz de la Guerra del Tiempo en un fragmento de texto del Doctor Who Annual 2006.

## Producción
| Episodio          | Fecha de emisión    | Duración | Espectadores en millones | Estado en el archivo  |
| ----------------- | ------------------- | -------- | ------------------------ | --------------------- |
| Episodio 1        | 8 de marzo de 1975  | 24:30    | 10,7                     | Cinta original en PAL |
| Episodio 2        | 15 de marzo de 1975 | 24:51    | 10,5                     | Cinta original en PAL |
| Episodio 3        | 22 de marzo de 1975 | 22:38    | 8,5                      | Cinta original en PAL |
| Episodio 4        | 29 de marzo de 1975 | 23:38    | 8,8                      | Cinta original en PAL |
| Episodio 5        | 5 de abril de 1975  | 23:27    | 9,8                      | Cinta original en PAL |
| Episodio 6        | 12 de abril de 1975 | 23:30    | 9,1                      | Cinta original en PAL |
| [ 4 ] [ 5 ] [ 6 ] |                     |          |                          |                       |

### Concepto y escritura
Cuando planeaban historias para la temporada 12, los productores Barry Letts y Terrance Dicks pensaron que ya era hora de que Terry Nation volviera a la serie para escribir otra aventura Dalek. A Letts y Dicks les gustó el guion que Nation les envió, pero pensaron que recordaba demasiado a muchas de sus historias Dalek anteriores. Los dos le sugirieron a Nation que en lugar de eso escribiera una historia sobre el origen de los Daleks, cuyo título original era Genesis of Terror (El Génesis del terror). El serial se encargó el 1 de abril de 1974 y los guiones se recibieron el 22 de julio. Las historias preparadas para la temporada se enviaron a los sucesores de Letts y Dicks, Philip Hinchcliffe y Robert Holmes, con quienes Genesis of the Daleks evolucionó a un tono mucho más oscuro. A Holmes no le gustaba que los Daleks aparecieran frecuentemente, y sólo permitió la historia porque exploraba sus orígenes. Hinchcliffe quería que la historia fuera de ritmo rápido y que los Daleks tuvieran una apariencia más poderosa. También quiso hacerla más adulta. En una entrevista de 2006, Dicks dijo que no creía que la historia hubiera sido muy diferente si Letts y él hubieran estado al mando, aunque señaló que hubiera incluido algunos momentos ligeros para suavizar su clima tan siniestro. David Maloney dijo que las imágenes de guerra al principio del serial estaban pensadas para crear atmósfera, y que no tenía la intención de perder a la audiencia más joven.
Genesis of the Daleks hizo varios cambios al guion. Alteró la secuencia de apertura para que los soldados fueran derribados por los disparos de una máquina a cámara lenta. A Nation le desagradó el cambio, y Maloney después pensó que esta adición de violencia fue "pasarse un poco". A Hinchcliffe y Maloney tampoco les gustó la escena original del encuentro del Doctor con el Señor del Tiempo, que tenía lugar en un exuberante jardín, y la cambiaron a la zona de guerra de Skaro, que pensaban que era más apropiada. Los soldados Thals originalmente se suponía que eran chicos de entre 15 y 16 años para ilustrar los jóvenes que empezaban a luchar en la guerra, pero después esto se cambió para que parecieran más maduros. En el guion de Genesis of Terror, Sarah Jane enfermaba en el episodio tres por radiación, y Bettan era un hombre que se presentaba en el cuarto episodio. En la quinta parte originalmente había más acción en la sala de incubación de Daleks y terminaba con el Doctor preguntándose sí tenía el derecho o no.

### Casting y vestuario
Maloney escogió a John Franklyn-Robbins como Señor del Tiempo porque había trabajado con él en el pasado y quería que su personaje se pareciera a la Muerte de El séptimo sello. Hilary Minster, que interpretó a una soldado Thal, también había interpretado a un Thal en Planet of the Daleks (1973). Minster la había considerado para el papel de Mogran. Peter Miles había interpretado anteriormente al Dr. Lawrence en Doctor Who and the Silurians (1970) y al profesor Whitaker en Invasion of the Dinosaurs (1974). Stephen Yardley, que interpreta al Muto Sevrin, aparecería posteriormente en Vengeance on Varos (1985). Durante el rodaje de Genesis, Yardley entró al departamento de casting en un descanso para comer con su vestuario y pidió un trabajo. Por el vestuario, creyeron que era un vagabundo de la calle. Dennis Chinnery, que interpretaba a Gharman, había aparecido anteriormente en The Chase (1965), y volvería a aparecer en The Twin Dilemma (1984).
El diseño de Davros está inspirado en un personaje de cómic que no tenía cuerpo pero sí una "cabeza verde como de cúpula" que Hinchcliffe recordaba de su infancia. Davros atrajo la atención del diseñador de prótesis de la BBC John Friedlander que accedió a salir de otro programa para hacer la máscara de Davros. Sylvia James moldeó la máscara de látex moldeó sobre el rostro de Michael Wisher. Wisher incluso podía comer mientras llevaba la máscara. Usaron látex corriente en lugar de la espuma de látex, más fácil de moldear, porque esta última era demasiado cara. El reparto y el equipo técnico alabaron los efectos de Davros como un gran logro técnico considerando el presupuesto y la época en que trabajaban. Dos niños que visitaban a Baker en los estudios de la BBC se asustaron por la visión de Wisher con el vestuario, de quien pensaron al principio que era una estatua. Cuando se sentaba en la base de Davros de apariencia Dalek, Wisher llevaba rodilleras y un kilt porque los pantalones eran demasiado incómodos. Para prepararse durante los ensayos, Wisher actuaba en una silla de ruedas con una bolsa de papel sobre la cabeza que sólo tenía agujeros en los ojos para que pudiera prepararse para la situación de "desorientación" y poder expresarse sin usar todo el rostro. Wisher, un fumador empedernido, también hizo dos agujeros en lo alto de la bolsa para poder fumar con ella puesta durante los ensayos. Wisher también dio voz a algunos de los Daleks junto a Roy Skelton, en algunas escenas, actuaba junto con su propia voz pregrabada.

### Rodaje y efectos
Genesis of the Daleks fue el último serial de la temporada doce en rodarse, después de Revenge of the Cybermen. La historia se rodó principalmente en enero de 1975, con algo de grabación de estudio que se prolongó hasta febrero. El rodaje de exteriores se hizo en la mina de Betchworth en Surrey, que representaba el paisaje de Skaro. Después de los problemas que tuvieron con los Daleks en exteriores en Planet of the Daleks (1973), Maloney preparó el rodaje para que sólo aparecieran en escenas rodadas en estudios. Los tres modelos operativos de Dalek que aparecen eran originales de los sesenta, y su deterioro se había cubierto con una mano de pintura nueva. También se usaron cinco Daleks "de mentira" que no podían moverse. Hinchcliffe quería que los Daleks parecieran más poderosos, e intentó hacerlo usando ángulos bajos y la iluminación. Duncan Brown, que era responsable de iluminación en el estudio, usó colores y luces oscuras para que pareciera que los Daleks "emergieran desde las sombras", y para que sugirieran más que mostraran a los espectadores.
Se usó el mismo modelo para el diseño de las cúpulas de los Kaleds y los Thals. El ataque con gas de la primera parte se logró usando hielo seco y luz verde. Algunas de las pistolas de los Thals son atrezzo reutilizado del serial del Primer Doctor (William Hartnell) Galaxy 4 (1965). El carro eléctrico que usaban los Kaleds en la primera parte funcionaba en las pruebas, pero se estropeó cuando Baker y Marter se montaron. La criatura que el Doctor y Harry vislumbran al final de la segunda parte era principalmente un vestuario reutilizado de los guerreros de hielo, mientras que el cohete Thal es un modelo reutilizado de The Ambassadors of Death (1970). Durante el rodaje de la segunda parte, Miles y Chinnery tuvieron problemas encajando la pistola en el Dalek. De esta forma, la escena se tuvo que rodar en dos tomas montadas con una imagen de reacción del Doctor al disparo. La segunda parte es una rareza en el sentido de que es uno de los pocos episodios que no comienzan con una repetición del final anterior, y al mismo tiempo es el primero que termina con un plano congelado. Para la caída de Sarah del andamio se contrató a una especialista que doblara a Elisabeth Sladen, pero Maloney descubrió que caería 2 metros y medio en lugar de los tres metros que caía Sladen en los ensayos. Inseguro, dejó el episodio con el final de la imagen congelada. El tercer episodio se pasó de su límite de 25 minutos, y en lugar de cortar material, el cliffhanger se cambió del discurso de Davros al Doctor siendo electrocutado. La música del serial se grabó el 3 de marzo de 1975 y el montaje terminó un día antes de la emisión de la primera parte.

## Temática y análisis

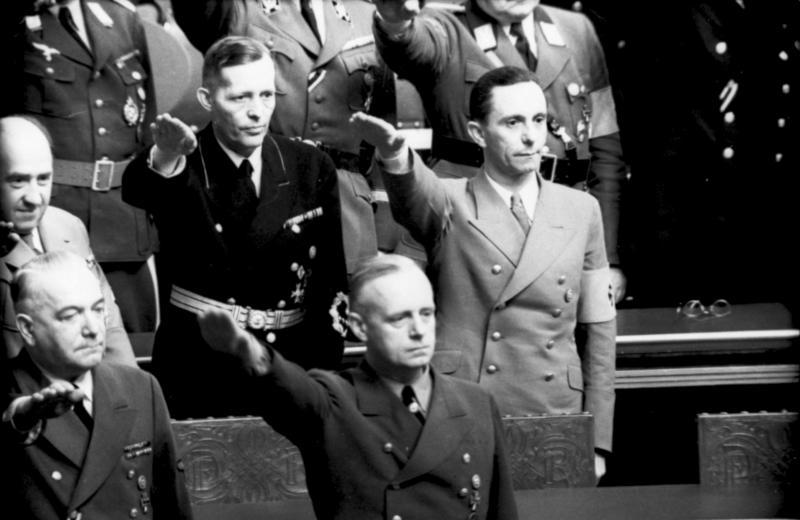
Los Kaleds en el serial recuerdan intencionadamente a los nazis.

Nation, que creció durante la Segunda Guerra Mundial, se inspiró para los Daleks intencionadamente en el nazismo, y este episodio contiene muchos paralelismos deliberados. Los uniformes Kaleds recuerdan a los de los nazis, y realizan "saludos fascistas". The Kaleds look to "keep [their] race pure" by banishing the Thals and Mutos. Los miembros del reparto y el equipo lo describieron como una "advertencia al mundo" sobre el peligro de permitir que el autoritarismo tomara el control. Se hicieron comparaciones entre la apariencia física de Nyder y Heinrich Himmler; aparte de su parecido, los dos llevan insignias y anteojos. Mientras comenzaba la producción del tercer episodio, los productores decidieron rebajar un poco el simbolismo nazi, y retiraron la Cruz de Hierro de Nyder.
Ed Webb y Mark Wardecker, en Doctor Who and Philosophy, interpretaban la historia de Genesis of the Daleks como una advertencia de que "los científicos serán los que traigan la última destrucción, el mal definitivo, y además deliberadamente". También comentaron que el serial mostraba que los Daleks eran malvados por defecto, en lugar de por evolución. Davros representa al científico loco que crea un monstruo que después le consume. Sarah Honeychurch y Niall Burr, en el mismo libro, escriben que la corrupción de los Daleks muestra que las criaturas no deberían ser creadas con "tanta limitación de razonamiento moral", y que en nuestro mundo no podemos "imponer nuestros propios estándares humanos personales a todo el mundo".
Genesis of the Daleks también desarrolla una batalla entre el bien y el mal. A Letts le encantaba el hecho de que la historia no tuviera unos claros héroes y villanos, sino un conflicto de principios. La discusión entre el Doctor y Davros sobre un hipotético virus como arma es señalado como un momento clásico de Doctor Who. Hinchcliffe lo describe como un momento "héroe conoce a antihéroe", con los dos enzarzados en una "refriega intelectual". El episodio también muestra el "dilema moral" de si el Doctor debe o no destruir a los Daleks. La comparación del Doctor de matar a un niño a sabiendas de que al crecer se convertiría en un dictador muestra cómo la ética del Doctor se ve influenciada por su experiencia no linear del tiempo. Considera las muchas cosas buenas que podrían surgir de los Daleks, como "muchos mundos futuros que se convertirían en aliados". El Doctor concluye que no tiene derecho y esto es un ejemplo de razonamiento utilitario, y una posición "basada en el deber ético".
Se han hecho comparaciones con otras historias. El Señor del Tiempo que aparece al principio de la historia tiene un vestuario basado intencionadamente en la Muerte, de la película de Ingmar Bergman El séptimo sello. Gareth Roberts comparó este personaje con el fantasma del padre de Hamlet, enviando al protagonista (el Doctor) a una misión violenta de la que tiene escrúpulos morales. Martin Wiggins, miembro del Shakespeare Institute en Stratford-upon-Avon, sugiere que la indecisión del Doctor sobre destruir los embriones Daleks en la escena de "¿Tengo el derecho?" deriva de Los hermanos Karamazov.

## Recepción
La guía de Outpost Gallifrey describe este serial como "uno de los más populares de todos los tiempos", y David Howe y Stephen James Walker en Doctor Who Television Companion como "una joya de historia", y en una encuesta de 1998 a los lectores de Doctor Who Magazine, más de 2.500 votantes colocaron Genesis en lo alto de la lista de las mejores historias de Doctor Who de todos los tiempos, y ha aparecido en top-tens similares a lo largo de los años, como en 2004, cuando lideró la votación de Doctor Who Magazine como "la mejor historia de Doctor Who jamás escrita". Sin embargo, en la época de la emisión hubo algunas quejas por los niveles de violencia mostrados. Mary Whitehouse, de la Asociación Nacional de Televidentes y Radioyentes, se quejó de que Genesis contenía "brutalidad para niños a la hora del té". Las escenas con las que protestó incluían las imágenes de guerra y a Nyder golpeando al Doctor. En 2008, The Daily Telegraph nombró Genesis of the Daleks como uno de los mejores diez episodios de Doctor Who. Charlie Anderse, de io9, en un artículo de 2010, nombró el cliffhanger del episodio cuatro, en el que el Doctor es obligado a contarle a Davros cómo serán derrotados los Daleks en el futuro, como uno de los mejores cliffhangers de Doctor Who.
Mark Braxton de Radio Times, alabó el serial como "El mejor momento de Terry Nation en la serie", alabando especialmente la creación de Davros. También alabó la banda sonora de Dudley Simpson y a los aliados de Davros, que estaban "impecablemente escritos e interpretados", desde Nyder hasta Gharman. Sin embargo, le decepcionó que Harry no tenía mucho que hacer. Christopher Bahn de The A.V. Club señaló que se contradecía con algunos elementos de The Daleks pero que "tocaba la fibra emocional". Particularmente alabó a Davros y Skaro. Sin embargo, Bahn pensó que el "principal problema" con la representación de los Daleks es que "no se nos da otra elección más que verlos como psicópatas asesinos", y que el Doctor llegó como un "agente secreto catastróficamente incompetente". Stuart Galbraith de DVD Talk le dio a Genesis of the Daleks cuatro estrellas sobre cinco, llamándolo un "placer para los verdaderos fans" y escribiendo que Wisher era "soberbio" como Davros. Mientras señalaba que la historia "está principalmente enfocada en la acción y el suspense, donde se desenvuelve bastante bien", pensó que "no era especialmente original" al tratar con asuntos comunes del viaje en el tiempo, a pesar de hacerlo "de formas inteligentes". En 2009, SFX listó la escena donde los Daleks reciben su primer cañón como el 13er momento más terrorífico de Doctor Who. La revista también señaló la escena en que Harry es atacado por una concha gigante como uno de los momentos más tontos de Doctor Who, señalando que "incluso las mejores historias de Doctor Who tienen algún hilo suelto ocasional".

## Lanzamientos comerciales
Genesis of the Daleks se publicó en VHS en 1991 junto con The Sontaran Experiment, y después como parte de una compilación de historias de Davros en 2001.
Se publicó en DVD en una edición especial de dos discos en 2006. También apareció en la compilación The Complete Davros Collection junto con Destiny of the Daleks, Resurrection of the Daleks, Revelation of the Daleks y Remembrance of the Daleks.